# Окопний Степан Георгійович
Степа́н Гео́ргійович Окопний (нар. 4 квітня 1939, хутір Ново-Полтава, тепер Чертковського району Ростовської області, Російська Федерація) — український радянський партійний діяч, секретар Луганського обласного комітету КПУ. Кандидат у члени ЦК КПУ в 1986—1990 р.

## Життєпис
Народився в родині робітника. Після закінчення школи розпочав свою трудову діяльність у 1956 році електрослюсарем шахтоуправління в Ростовській області РРФСР. Потім працював прохідником, газовимірником шахти у місті Кіровську Луганської області. До 1961 року служив у Радянській армії.
Член КПРС з 1961 року.
У 1961—1966 роках — студент Луганського сільськогосподарського інституту, агроном-економіст.
У 1966—1975 роках — головний агроном, заступник голови, голова колгоспу «Булавинський» Новопсковського району Луганської (Ворошиловградської) області.
У 1975—1978 роках — 2-й секретар Новопсковського районного комітету КПУ Ворошиловградської області; голова виконавчого комітету Новопсковської районної ради депутатів трудящих. Закінчив Вищу партійну школу при ЦК КПУ.
У 1978—1985 роках — 1-й секретар Біловодського районного комітету КПУ Ворошиловградської області.
У 1985—1988 роках — 1-й секретар Антрацитівського районного комітету КПУ Ворошиловградської області.
У 1988—1991 роках — секретар Ворошиловградського (Луганського) обласного комітету КПУ.
Потім — заступник начальника відділення фонду соціального страхування від нещасних випадків на виробництві у Біловодському та Старобільскому районах Луганської області.
Член Партії пенсіонерів України. Проживав у місті Луганську.

## Нагороди
- орден «Знак Пошани»
- медаль «За сумлінну працю»
- медаль «Ветеран праці»
- пам'ятна медаль «За будівництво магістрального газопроводу «Союз»
- почесний громадянин Біловодщини (6.06.2001)